# 呼和陶勒盖庙
呼和陶勒盖庙，赐名“善乐寺”，位于内蒙古自治区锡林郭勒盟苏尼特左旗，是一座藏传佛教格鲁派寺院。

## 简介
呼和陶勒盖庙位于达来苏木所在地。朝日吉老布桑萨木丹祈祷阿尤西佛，建庙并上报清朝朝廷，获乾隆帝赐匾为“善乐寺”，该匾有藏文、蒙古文、满文、汉文四种文字，同时恩准20名度牒。1800年，该庙求得108卷《甘珠尔》，当时喇嘛有160名。1808年，建5间门房大殿。1863年建珠德巴大殿。呼和陶勒盖庙有3个殿，8个寺堂，以及经舍。